# ABN 뉴스현장
《ABN 뉴스현장》은 경기도 성남 지역의 케이블 방송사인 아름방송의 뉴스 프로그램이다.

## 방송시간
- 매일 오후 2시
- 매일 오후 4시

## 진행자
- 박가은 아나운서

## 역대 진행자
- 강은정 아나운서
- 김남준 기자

## ABN의 다른 뉴스프로그램
- ABN 뉴스투데이
- ABN 뉴스와이드
- ABN 뉴스위크

## 같이 보기
- ABN